# シラオイハコベ
シラオイハコベ（白老繁縷、学名：Stellaria fenzlii）は、ナデシコ科ハコベ属の多年草。別名、エゾフスマ（蝦夷衾）。

## 特徴
茎は緑色で硬く、直立し、高さは15-40cmになる。束生し、上部で分枝し、節に短い軟毛が生える。葉は対生し、葉身は広披針形から披針形で、長さ2-7cm、幅6-10mmになり、先端は鋭突頭で、基部は円形で幅が広く、葉柄がない。葉の裏面の中脈と辺縁に毛が生える。
花期は6-8月。花は白色で、径は約6mmと小さく、茎先にまばらな集散花序をつけ、細く、長さ1-6cmになる無毛の花柄の先につく。萼片は5個、広披針形から卵状披針形になり、長さは2.5-4mm、先端が鋭突形になり、毛はない。花弁は5個、萼片より短く、深く2裂する。雄蕊はふつう10個あり、葯は紫褐色になる。子房の上に3-5個の花柱がある。果実は長卵形の蒴果となり、宿存する萼片より長く、6-8裂する。種子は長さ0.7-1mmの卵形で、表面は平滑で突起がない。

## 分布と生育環境
日本では、南千島、北海道、本州の東北地方、栃木県、群馬県、山梨県、長野県、静岡県に分布し、山地から亜高山の林内や林縁に生育する。よく岩上に生える。国外では千島列島、サハリン、カムチャツカ半島、ロシア（沿海地方）に分布する。

## 名前の由来
和名シラオイハコベは、「白老繁縷」の意で、かつて北海道の白老町でこの標本が採集されたことがあることによる。
種小名（種形容語）fenzlii は、19世紀のオーストリアの植物学者であるエドゥアルト・フェンツル（Eduard Fenzl）への献名。

## ギャラリー

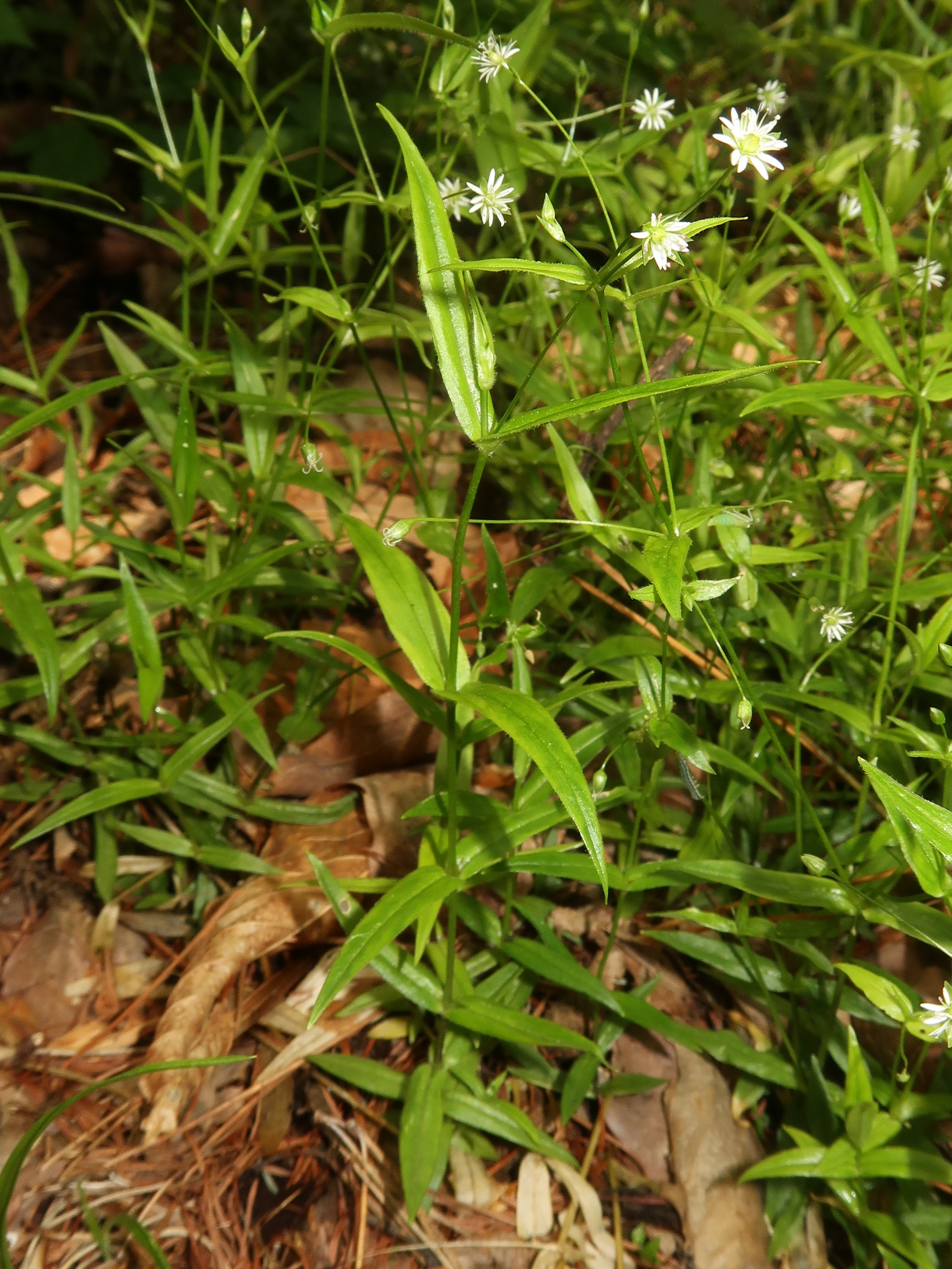
葉は無柄で対生し、葉の裏面と縁に毛が生える。
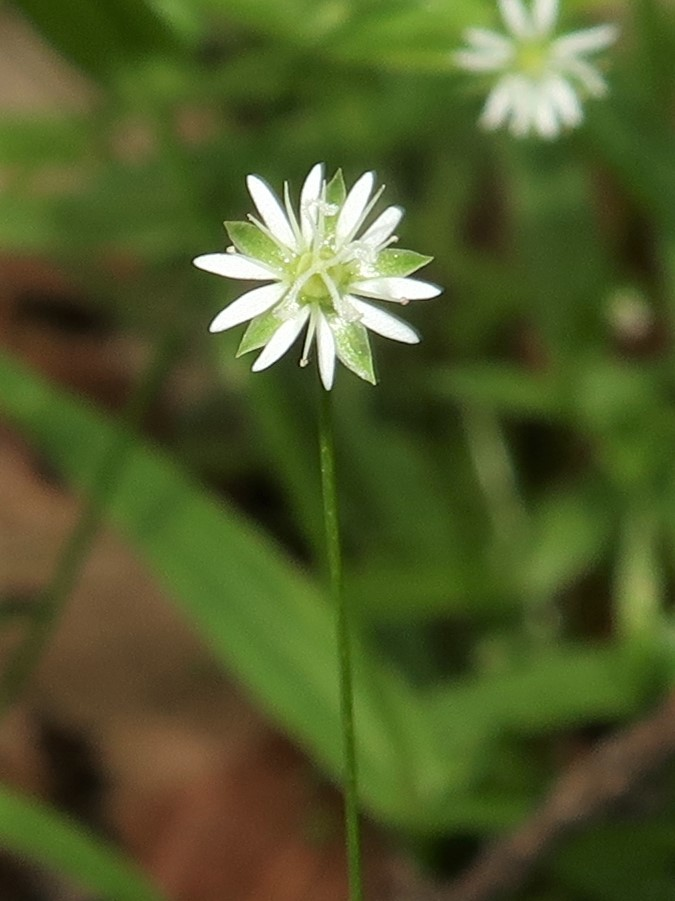
「花弁は萼片より短い」とされる。

## 下位分類
- ケナシシラオイハコベ Stellaria fenzlii Regel f. glaberrima (H.Hara) M.Mizush.[8] - 植物体にまったく毛がないものを品種として区別することがある[7]。別名、ケナシエゾフスマ[8]。原寛が1934年に S. fenzlii の新変種として記載した[9]ものを、水島正美が1965年に品種に移動した[7]。